# Tornyospálca vasútállomás
Tornyospálca vasútállomás egy Szabolcs-Szatmár-Bereg vármegyei vasútállomás, Tornyospálca településen, a MÁV üzemeltetésében. A település keleti részén helyezkedik el, nem messze a 4111-es út vasúti keresztezésétől, közúti elérését az abból kiágazó 41 315-ös számú mellékút biztosítja.

## Vasútvonalak
Az állomást az alábbi vasútvonalak érintik:
- Mátészalka–Záhony-vasútvonal

## Kapcsolódó állomások
A vasútállomáshoz az alábbi állomások vannak a legközelebb:
- Újkenéz megállóhely (Mátészalka–Záhony-vasútvonal)
- Mándok vasútállomás (Mátészalka–Záhony-vasútvonal)

## Forgalom
| Járat        | Útvonal | Gyakoriság   |
| ------------ | --- | ------------ |
| személyvonat | Tiborszállás – Nagyecsed – Nyírcsaholy – Mátészalka – Ópályi – Nagydobos – Vitka – Vásárosnamény – Kisvarsány – Gyüre – Aranyosapáti – Újkenéz – Tornyospálca – Mándok – Eperjeske alsó – Záhony | 2-4 óránként |